# Георг фон Голле
Георг Юрген фон Голле (нем. Georg Jürgen von Holle) (р. 1513/1514 гг. — ум. 1576, Хаус Химмельрейх, Фридевальде) — немецкий наёмник и ландскнехт XVI века.

## Семья
Его родителями были дрост Рудольф фон Голле цу Хаусберге (р. 1465 г.) и Гертруда (Кунигунда) фон Мюнхгаузен. Двоюродным братом был Хильмар фон Мюнхгаузен, который стал его военным соратником. Получил образование при дворе саксонского курфюрста Фридриха III Мудрого.
В 1537 году женился на Гертруде фон Хорне, чья семья около 1400 года в Ленгерихе рядом с городом Текленбург построила замковый комплекс Хаус Марк. В 1539 году у них родилась дочь Катарина фон Холле.

## Военная карьера
В 1542 году с двумя ротами ландскнехтов воевал в армии Фридриха III против герцога Брауншвейг-Вольфенбюттеля Генриха II. В следующем году служил командиру ландскнехтов Кристофу фон Врисбергу в его борьбе с архиепископом Бремена Кристофом I. В 1545 году был полковником с шестью ротами под командованием Врисберга на службе у архиепископа. Позже служил у Генриха II вплоть до его поражения в битве при Хекельхайме 21 октября 1545 года от возглавляемой ландграфом Гессена Филиппом армии Шмалькальденского союза.
В ходе Шмалькальденской войны в 1546/1547 годах император Священной Римской империи Карл V через Максимилиана Эгмонта нанял на свою службу Хильмара и Георга. Они собрали 24 роты пехотинцев и 4 тыс. всадников, с которыми участвовали в битве при Мюльберге в 1547 году. В 1548 году Холле с 12 ротами занял участвовавший в Шмалькальденском союзе вольный имперский город Франкфурт-на-Майне.
В 1552 году в рамках второй маркграфской войны по императорскому приказу он попытался изгнать из Трира маркграфа Брандербург-Кульмбаха Альбрехта II, но потерпел поражение. Сразу после этого он попытался захватить удерживаемый французами во Фландрии город Теруан, в ходе нападения потерял глаз от огнестрельного выстрела. Вместе с Мюнхгаузеном в августе 1557 году участвовал в битве при Сен-Кантене на стороне Испании.
В 1560 году вместе с двоюродным братом был нанят датским королём Фредерик II для участия в Северной семилетней войне. За короткое время они собрали более 20 тыс. ландскнехтов и в 1561 году вторглись в южную Швецию, крепость Эльвсборг была захвачена. Дальнейший поход закончился ничем из-за разразившейся эпидемии и отсутствия припасов и денег.

## Владения
Георг фон Холле был владельцем замка Гронде, который до и после него принадлежал Мюнхгаузенам. Около 1550 года к нему перешел Хаус Марк (в 1562-65 годах было перестроено в замок в стиле Ренессанс с четырьмя крылами, а также двухэтажным особняком и угловыми башнями). Около 1550 года построил замок на воде Хаус Химмельрейх в Фридевальде. В 1565 году он купил имение Велпе.

## Смерть
Умер в 1576 году в Химмельрейхе, был похоронен в Миндене в церкви Святой Марии, где в его память оставлена большая эпитафия.